# جوليا بوسوروب
جوليا بوسوروب (بالإنجليزية: Julia Boserup)‏ مواليد 9 سبتمبر 1991 في سانتا مونيكا، الولايات المتحدة، هي لاعبة كرة مضرب أمريكية تلعب باليد اليمنى وتحتل حالياً المرتبة رقم. 181 (فبراير 2016) في تصنيف رابطة محترفات كرة المضرب. أعلى تصنيف لها في الفردي كان المركز الـ 174 في سنة 2012. أعلى تصنيف لها في الزوجي كان المركز الـ 277 في سنة 2011.

## النهائيات

### الفردي: 6 (3–3)
| الحصيلة | الرقم | التاريخ        | الدورة                       | الأرضية | المنافس في النهائي | النتيجة في النهائي |
| ------- | ----- | -------------- | ---------------------------- | ------- | ------------------ | ------------------ |
| الوصافة | 1.    | 10 يوليو 2011  | واترلو, كندا                 | ترابية  | شارون فيشمان       | 3–6, 6–4, 4–6      |
| الفوز   | 1.    | 13 سبتمبر 2011 | ردينغ، الولايات المتحدة      | صلبة    | أولغا بوتشكوفا     | 6–4, 2–6, 6–3      |
| الوصافة | 2.    | 30 أكتوبر 2011 | ساجوينى, كندا                | صلبة    | تيميا بابوش        | 6–7, 3–6           |
| الفوز   | 2.    | 30 يناير 2012  | كاليفورنيا، الولايات المتحدة | صلبة    | لورين ديفيس        | 6–0, 6–3           |
| الوصافة | 3.    | 13 يوليو 2014  | سكرامنتو، الولايات المتحدة   | صلبة    | أوليفيا روجوفسكا   | 2–6, 5–7           |
| الفوز   | 3.    | 11 مايو 2015   | رالي، الولايات المتحدة       | ترابية  | سامانثا كراوفورد   | 6–3, 6-2           |

### الزوجي: 4 (1–3)
| الحصيلة | الرقم | التاريخ        | الدورة                        | الأرضية | الشريك        | المنافس في النهائي                   | النتيجة في النهائي |
| ------- | ----- | -------------- | ----------------------------- | ------- | ------------- | ------------------------------------ | ------------------ |
| الوصافة | 1.    | 12 أكتوبر 2009 | كانساس سيتي، الولايات المتحدة | صلبة    | لورا غرانفيل  | ليليا أوسترلوه آنا تاتيشفيلي         | 0–6, 3–6           |
| الوصافة | 2.    | 8 نوفمبر 2010  | فينيكس، الولايات المتحدة      | صلبة    | سلون ستيفنز   | تتيانا لوزانسكا كوكو فانديواغ        | 5–7, 4–6           |
| الوصافة | 3.    | 4 نوفمبر 2013  | كابتيفا، الولايات المتحدة     | صلبة    | ألكسندرا مولر | غابرييلا دابروفسكي ألي ويل           | 1–6, 2–6           |
| الفوز   | 1.    | 28 سبتمبر 2015 | لاس فيغاس، الولايات المتحدة   | صلبة    | نيكول غيبس    | بولا كريستينا جونكالفيس ساناز ماراند | 6–3, 6–4           |

## روابط خارجية
- جوليا بوسوروب على موقع رابطة محترفات التنس (الإنجليزية)
- جوليا بوسوروب على موقع الاتحاد الدولي لكرة المضرب (الإنجليزية)
- جوليا بوسوروب على موقع خلاصة التنس.كوم (الإنجليزية)
- جوليا بوسوروب على موقع إي إس بي إن.كوم (الإنجليزية)